# 马尔诺
马尔诺（法語：Marnoz，法語發音：[maʁno]）是法国汝拉省的一个市镇，位于该省东部偏北，属于隆斯勒索涅区。

## 地理
马尔诺（46°57'0"N, 5°49'56"E）面积4.87 平方千米，位于法国勃艮第-弗朗什-孔泰大區汝拉省，该省份为法国东部内陆省份，北起上索恩省，西北接科多尔省，西临索恩-卢瓦尔省，南至安省，东与杜省和瑞士接壤。
与马尔诺接壤的市镇（或旧市镇、城区）包括：帕尼奥、艾格勒皮埃尔、菲略斯河畔拉沙佩勒、普勒坦、萨兰莱班。

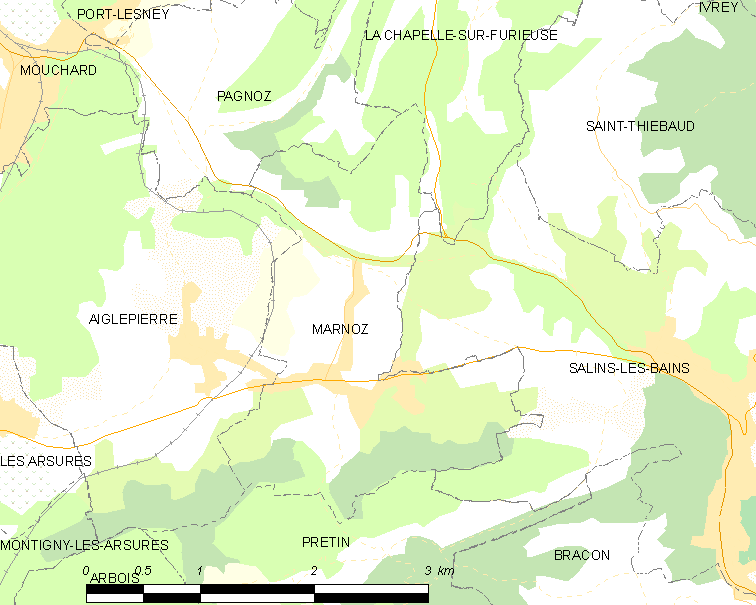
马尔诺的OSM定位图

马尔诺的时区为UTC+01:00、UTC+02:00（夏令时）。

## 行政
马尔诺的邮政编码为39110，INSEE市镇编码为39315。

## 政治
马尔诺所属的省级选区为阿尔布瓦县。

## 人口

1962-2008年间马尔诺人口变化图示

马尔诺于2022年1月1日时的人口数量为379人。

## 交通
汝拉省省道D105线和D271线在镇中心交汇，省道D472线从北侧过境。